# Jib-euro...
Jib-euro... (집으로...?), noto anche con il titolo internazionale The Way Home, è un film del 2002 scritto e diretto da Lee Jeong-hyang.

## Trama
Il giovane Sang-woo si reca a vivere con l'anziana nonna, trasferendosi da Seul in campagna. Se inizialmente il ragazzo non apprezza per niente la nuova sistemazione, in seguito si affeziona davvero alla donna.